# Sekstet (film)
 For alternative betydninger, se Sekstet. (Se også artikler, som begynder med Sekstet)
Sekstet er en dansk film fra 1963, instrueret af Annelise Hovmand, der også har skrevet manuskript med Poul Bach.

## Medvirkende
- Ingrid Thulin
- Axel Strøbye
- Ghita Nørby
- Ole Wegener